# Tadousac
Tadousac (Tadoussacien; Evan T. Pritchard), pleme ili banda Montagnais Indijanaca s rijeke Saguenay na poluotoku Labrador, Quebec, Kanada. Godine 1863. dio ih je smješten na rezervat na Manicouaganu a dio na Peribonki.
Glavno istoimeno selo Tadousaca (tadousac) nalazilo se na ušću Saguenaya u St. Lawrence, i postalo je važna trgovačka postaja koju je utemeljio Samuel de Champlain.